# Tauresium (Macédoine du Nord)
Tauresium (macédonien : Тауресиум), également appelé Gradište (Градиште) est un site archéologique de la Macédoine du Nord, situé à environ 20 kilomètres au sud-est de Skopje. Tauresium est connue pour être la ville natale de l'empereur byzantin Justinien et du roi ostrogoth Theodahad,. Le site se trouve près du village de Taor, dans la commune de Zelenikovo ; il a été découvert par un Anglais, Arthur Evans, au début du XXe siècle.

## Histoire
Le site de Tauresium conserve des traces d'occupation remontant à la Préhistoire et la ville en elle-même fut vraisemblablement fondée au IVe siècle. De cette époque datent notamment les ruines d'un fort. Theodahad y est né en 480 et, selon Procope, Justinien, d'origine thrace, en 482. La ville avait été détruite un peu auparavant, en 518, par un tremblement de terre. Celui-ci avait également ravagé la ville voisine de Scupi. La ville est abandonnée au début du Moyen Âge, après l'arrivée des Slaves.